# جهد قوقعة داخلية
عرض القوقعة الداخلية هو التيار الكهربائي الموجب الذي تتراوح قوته من 80 إلى 100 مللي فولت والذي يلاحظ في الفراغات الليمفاوية الداخلية لقوقعة الأذن. وفي قوقعة الأذن تختلف قوة المولد الكهربائي بقدر طوله. عند وجود صوت تتغير قدرة قوقعة الأذن الداخلية إما إيجابًا أو سلبًا في اللمف الجواني حسب المحفز. وهذا التغيير في القدرة يسمى الجهد التجميعي.
ومع حركة الغشاء القاعدي تنشأ قوة قاصة كما ينشأ جهد صغير نتيجة الاختلاف في الجهد بين اللمف الجواني (السقالة الوسطى+80 مللي فولت) واللمف المحيطي (القنوات الطبلية والدهليزية 70 مللي فولت). يكون مولد الكهرباء في أعلى مستوياته في المنعطف القاعدي لقوقعة الأذن وينخفض في الحجم نحو قمة الرأس ويعتمد مولد الكهرباء بشكل كبير على الأيض والنقل الأيوني.
يُحدث الحافز السمعي تغييرًا فوريًا في عملية النقل في غشاء الخلية المتلقية. ونظرًا لوجود انحدار شديد (تغييرات بقوة 150 مللي فولت) في قدرة الغشاء على التوصيل الكهربي، فإن عملية النقل تكون مصحوبة بتدفق وهروب سريع للأيونات والتي بدورها تنتج جهد المتلقي. وهذا الأمر يعرف باسم فرضية البطارية. يؤدي الجهد المتلقي بالنسبة لكل خلية سمعية إلى إطلاق الناقل العصبي في قطبه القاعدي والذي يستنبط الإثارة من الألياف العصبية الناقلة. أظهر البحث الذي قدمه سالت (Salt) وآخرون في عام 1987م أن مولد الكهرباء ينشأ بفعل الخلايا القاعدية للسطر الوعائي.

## المرجع
1. ↑  The Endocohlear Potential, Cochlear Fluids Lab, Washington University